# Carl Wiman
Carl Wiman est un paléontologue suédois, né le 10 mars 1867 à Odensala dans le Comté de Stockholm et mort le 15 juin 1944.
Il est l’auteur de travaux sur les graptolites.